# День працівників архівних установ
Де́нь працівникі́в архі́вних устано́в — професійне свято України. Відзначається щорічно 24 грудня.

## Історія свята
24 грудня 1993 р. Верховна Рада України ухвалила Закон «Про Національний архівний фонд і архівні установи»  [Архівовано 22 грудня 2017 у Wayback Machine.]. Уперше на законодавчому рівні було визначено правові засади функціонування системи архівних установ та запроваджено нову цілісну категорію культури і права – Національний архівний фонд (НАФ).
Указом Президента України «Про День працівників архівних установ» від 30 жовтня 1998 року, «…враховуючи значний внесок архівних установ України у розвиток вітчизняної науки і культури, інші сфери життя суспільства, необхідність подальшого вдосконалення архівної справи та на підтримку ініціативи працівників архівних установ…», день прийняття галузевого Закону був визнаний професійним святом українських архівістів і щорічно відзначається як День працівників архівних установ. [Архівовано 6 жовтня 2017 у Wayback Machine.]